# Józef Grycz

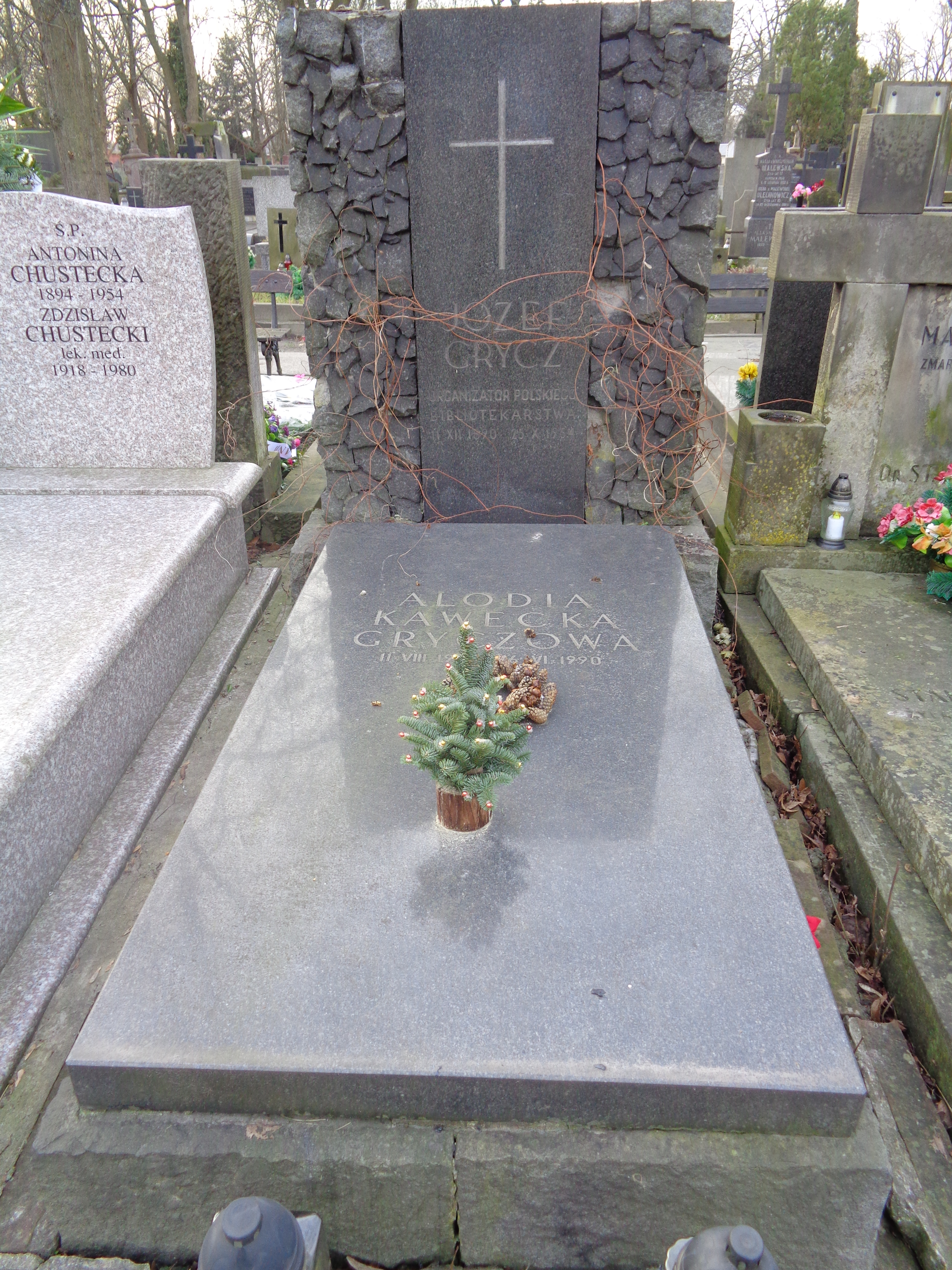
Grób Józefa Grycza na cmentarzu Stare Powązki

Józef Grycz (ur. 11 grudnia 1890 w Zebrzydowicach, Śląsk Cieszyński, zm. 23 października 1954 w Warszawie) – bibliotekarz polski, organizator bibliotekarstwa, dyrektor Naczelnej Dyrekcji Bibliotek w Ministerstwie Oświaty.

## Życiorys
Był synem nauczyciela ludowego w Zebrzydowicach. Uczęszczał do gimnazjum polskiego w Cieszynie, po uzyskaniu matury od 1909 studiował filologię klasyczną i germanistykę kolejno na Uniwersytecie Jagiellońskim, Uniwersytecie Berlińskim i Uniwersytecie Wiedeńskim; na tej ostatniej uczelni, po przedstawieniu rozprawy Heinrich von Kleist's Penthesilea, obronił w 1915 doktorat w zakresie filologii germańskiej.
Od listopada 1916 pracował w charakterze wolontariusza w Bibliotece Jagiellońskiej, zdobywając pierwsze doświadczenia w zawodzie bibliotekarskim pod kierunkiem Fryderyka Papée i Józefa Korzeniowskiego. Po niespełna roku zmuszony był porzucić bezpłatne zajęcie na rzecz pracy w krakowskiej księgarni Stanisława Andrzeja Krzyżanowskiego, dzięki czemu nie tylko nie utracił kontaktu z książką, ale zdobył praktykę księgarską (po kilku latach zostając zastępcą Krzyżanowskiego) oraz wszedł w środowisko krakowskich bibliofilów zrzeszonych w Towarzystwie Miłośników Książki. W 1920 otrzymał propozycję przejścia do Biblioteki Uniwersytetu Lwowskiego, ale nie korzystając z oferty, podjął własną działalność księgarską, mianowicie nabył w tym czasie Księgarnię Podhalańską w Zakopanem, prowadzoną uprzednio przez zmarłego Antoniego Zembatego. W lutym 1922 sprzedał zakopiańską księgarnię firmie Gebethner i Wolff, a sam w maju tegoż roku powrócił do pracy w Bibliotece Jagiellońskiej, już w pełnym wymiarze etatowym.
Swoje dotychczasowe doświadczenia w pracy w bibliotece, a także wiedzę nabytą przez przestudiowanie zagranicznych katalogów bibliotecznych, wykorzystał niebawem w praktyce jako kierownik (od 1923) Czytelni Ogólnej Biblioteki Jagiellońskiej. Przystąpił tam do reorganizacji księgozbioru podręcznego, a efekty swojej pracy opublikował w Katalogu biblioteki podręcznej Czytelni oraz Biura Katalogowego (1925), stanowiącym wzorcowy katalog dla bibliotekarzy zajmujących się księgozbiorem podręcznym. Opracował także wstępny poradnik dla czytelników Przewodnik dla korzystających z bibliotek oraz spis dzieł pomocniczych (1925), w założeniu autora mający tymczasowo zastąpić kursy przysposobienia bibliotecznego, których wprowadzenie na pierwszych latach studiów postulował. Włączył się też do dyskusji nad ujednoliceniem instrukcji katalogowania, w artykule O polskie przepisy katalogowania zwracając uwagę na konieczność uwzględnienia potrzeb czytelnika, gdyż ujednolicone przepisy „nie do tego mają służyć, by dane dzieło bibliotekarz umiał skatalogować, lecz aby czytelnik mógł je łatwo i pewnie znaleźć w katalogu”. Prace w tym zakresie kontynuował na zlecenie Ministerstwa Wyznań Religijnych i Oświecenia Publicznego, w 1927 ogłaszając Zasadnicze wytyczne polskich przepisów katalogowania i w 1930 projekt Przepisów katalogowania, a później dalsze jego wersje; jednocześnie prowadził badania porównawcze, których efekty opublikował w artykułach Porównanie polskich przepisów katalogowania (1926) i Porównanie zagranicznych instrukcji (1929). Przez dziesięć lat kierując szeroką dyskusją w środowisku bibliotekarskim na temat przepisów katalogowania, zakończył ją w 1934 ogłoszeniem instrukcji Przepisy katalogowania w bibliotekach polskich. I. Alfabetyczny katalog druków, który 27 marca tegoż roku został zatwierdzony przez kierownictwo resortu.
W październiku 1928 zastąpił Władysława Pociechę na stanowisku kierownika Biblioteki Kórnickiej. W czasie krótkiej, trwającej niewiele ponad rok pracy w Kórniku, zorganizował księgozbiór podręczny biblioteki, unowocześnił jej lokal, przeprowadził prace nad uporządkowaniem katalogu oraz wznowił działalność wydawniczą. W 1929 redagował pierwszy numer periodyku „Pamiętnik Biblioteki Kórnickiej”, w którym zamieścił artykuł Bibliotekarze kórniccy. Doprowadził też do publikacji Katalogu Biblioteki Kórnickiej. I. Polonica XVI w. (1929), opracowanego przez Kazimierza Piekarskiego.
Wraz z początkiem 1930 przeszedł do Ministerstwa Wyznań Religijnych i Oświecenia Publicznego, gdzie jako radca i referent ds. bibliotek naukowych zajął się m.in. sprawą podjęcia działalności przez Bibliotekę Narodową. Instytucja ta powołana została do życia formalnie już w 1928, ale wciąż nie posiadała możliwości funkcjonowania. Wspólnie z kierownikiem (późniejszym dyrektorem) Stefanem Dembym, uzyskał w 1930 tymczasową siedzibę dla Biblioteki Narodowej w gmachu Biblioteki Wyższej Szkoły Handlowej, dzięki czemu 28 listopada 1930 nastąpiło uroczyste otwarcie. Przez kolejne cztery lata faktycznie kierował pracami organizacyjnymi Biblioteki, których trend wyznaczył w artykule programowym Biblioteka Narodowa na drugim etapie działalności („Przegląd Biblioteczny”, 1931) i rozszerzał w dalszych publikacjach. Wskazywał m.in. na potrzebę opracowania przez Bibliotekę Narodową centralnego katalogu bibliotek państwowych oraz, adaptując ideę Edwarda Kuntzego, prowadzenie tamże centralnej informacji bibliograficznej i bibliologicznej. Widział również w Bibliotece Narodowej przyszły ośrodek prac teoretycznych z zakresu bibliografii. 
Od lutego 1934 pełnił w miejsce Stefana Dembego, mianowanego dyrektorem Biblioteki Narodowej, funkcję kierownika referatu bibliotek w Ministerstwie Wyznań Religijnych i Oświecenia Publicznego. Był na tym stanowisku inicjatorem szeregu ważnych rozwiązań w ramach państwowej polityki bibliotecznej (a także redaktorem rozporządzeń), dotyczących m.in. egzemplarza obowiązkowego (1934), postępowania z drukami zbędnymi i dubletami (1935), scalenia czasopism szczątkowych (1936). Postulował skoordynowanie działalności bibliotek uniwersyteckich, stworzenie sieci bibliotek naukowych, powołanie centralnego ośrodka administracji państwowej w zakresie bibliotek publicznych. Podejmował też problem kształcenia kadr bibliotecznych (O kursy bibliotekarskie, „Przegląd Biblioteczny”, 1930), doprowadzając do wydania przez rząd rozporządzenia o państwowym egzaminie bibliotekarskim I i II kategorii dla kandydatów do służby bibliotecznej (1930); był następnie członkiem Państwowej Komisji Egzaminacyjnej, ale postulowane przez niego kursy, do których opracował też szczegółowe programy (i których nie chciał ograniczać do pracowników bibliotek naukowych), nie doczekały się realizacji. W 1931 prowadził zajęcia w Jednorocznej Szkole Bibliotekarskiej w Warszawie, prowadzonej przez Faustyna Czerwijowskiego. W 1934, w okresie walki polskich bibliotekarzy o nową ustawę, przygotował projekt organizacji sieci bibliotek publicznych, który mimo przedstawienia odpowiedniej komisji sejmowej nie został zrealizowany do wybuchu wojny; dopiero w kwietniu 1946 wydany został Dekret o bibliotekach i opiece nad zbiorami bibliotecznymi.  
W latach międzywojennych aktywny był także w Związku Bibliotekarzy Polskich, w 1927 należąc do założycieli jego organu naukowego „Przegląd Biblioteczny” i pełniąc w nim funkcję sekretarza redakcji. Odpowiednio do aktualnego miejsca pracy, działał w zarządzie koła krakowskiego, poznańsko-pomorskiego i warszawskiego Związku, był też członkiem Rady Związku oraz delegatem na obrady Międzynarodowego Komitetu Bibliotek w Paryżu (1937) i Brukseli (1938). Odbywał naukowe podróże do dużych bibliotek Czechosłowacji, Niemiec, Francji, Szwajcarii, Włoch, Austrii, czego efektem były propozycje zaobserwowanych tam rozwiązań; przedstawił m.in. jako pierwszy w Polsce zagadnienie stosowania fotografii w pracy bibliotek (1937).
Pierwsze miesiące okupacji przepracował jako tłumacz w Zarządzie miasta Warszawy, udzielając się jednocześnie w tajnym nauczaniu przy Gimnazjum Zgromadzenia Kupców. W lipcu 1940 z nominacji władz okupacyjnych, przyjętej za zgodą polskiego podziemia, stanął na czele II Oddziału Staatsbibliothek Warschau, pod którą to nazwą kontynuowała działalność Biblioteka Narodowa. Dążył do uchronienia przed zniszczeniem nie tylko zbiorów Biblioteki Narodowej, ale i innych księgozbiorów — gimnazjalnych, ministerialnych i innych, także prywatnych — które przechowywał w powierzonej instytucji. Chronił również w miarę możliwości nakłady wydawnicze. Wspólnie z Adamem Łysakowskim organizował w Bibliotece Narodowej konspiracyjny kurs bibliotekarski, jednocześnie prowadząc potajemne udostępnianie zasobów. W gmachu Biblioteki pozostawał również w czasie powstania warszawskiego, dbając o bezpieczeństwo zbiorów; towarzyszył mu Andrzej Grodek, opiekujący się zgromadzonym w tym samym budynku księgozbiorem Szkoły Głównej Handlowej. Po upadku powstania kierował ewakuacją zbiorów i nadzorował magazyn książek w Pruszkowie.
W latach okupacji, współpracując m.in. z Tymczasową Radą Księgarstwa Polskiego, opracowywał już plany odbudowy polskiego bibliotekarstwa po wojnie, czego efektem były opublikowane w 1945 Wskazówki dla prowadzących akcję zabezpieczania bibliotek i zbiorów bibliotecznych. Sam przystąpił do akcji zabezpieczającej w Bibliotece Narodowej już 2 lutego 1945, by od 1 kwietnia tegoż roku, po nominacji na wizytatora w Wydziale Bibliotek Ministerstwa Oświaty, rozszerzyć swoją działalność w tym zakresie również na inne placówki. Powrócił w tym czasie do przedwojennych prac nad projektem ustawy bibliotecznej, który znalazł ostatecznie realizację we wspomnianym wyżej Dekrecie o bibliotekach i opiece nad zbiorami bibliotecznymi, wydanym przez Krajową Radę Narodową 17 kwietnia 1946. Doczekał się w tym czasie także realizacji innej swojej idei — utworzenia centralnej instytucji państwowej administrującej siecią bibliotek: Naczelnej Dyrekcji Bibliotek w Ministerstwie Oświaty, na czele której sam stanął 1 kwietnia 1946. Jako dyrektor Naczelnej Dyrekcji Bibliotek wprowadzał w życie opracowany przez siebie dekret, w ciągu dwóch lat doprowadzając do stworzenia sieci 1600 bibliotek gminnych i 20 tysięcy punktów bibliotecznych. W 1946 na łamach „Przeglądu Bibliotecznego” przedstawił dotychczasowe osiągnięcia oraz dalsze plany w obszernym artykule Problemy biblioteczne obecnej doby. Był także nadal członkiem Państwowej Komisji Egzaminacyjnej, w roku szkolnym 1947/1948 jej przewodniczącym. We wrześniu 1945 głosił w Kórniku wykłady na temat dawnej książki w ramach kursu organizowanego przez resort oświaty, jesienią 1948 prowadził zajęcia na dwóch kursach bibliotekarskich w Bibliotece Jagiellońskiej. Zorganizował też i prowadził seminarium bibliotekarskie w Bibliotece Narodowej na przełomie 1950 i 1951.
W marcu 1949 został odsunięty ze stanowiska w Naczelnej Dyrekcji Bibliotek i powrócił do Biblioteki Narodowej, gdzie objął stanowisko wicedyrektora. Pracował tamże do końca życia. W latach powojennych, widząc potrzeby kształcenia nowych kadr, wiele energii poświęcił pracy publicystycznej w tej dziedzinie, ogłaszając m.in. pierwszy nowoczesny polski podręcznik Bibliotekarstwo praktyczne w zarysie (1945, wydanie drugie 1951), nad którym pracował jeszcze w czasie okupacji. Serię podręczników kontynuował wydając w kolejnych latach Historię bibliotek w zarysie (1949), Z dziejów i techniki książki (1951) oraz Bibliografię w teorii i praktyce (1953, wspólnie z Emilią Kurdybachą). Ponadto z Władysławą Borkowską opracował ważne dla praktyki bibliotecznej Skrócone przepisy katalogowania alfabetycznego (1949, po jego śmierci kilkakrotnie wznawiane i aktualizowane przez W. Borkowską). W dorobku miał też drobne broszury (m.in. Chodźmy do biblioteki, 1953) oraz skrypty na potrzeby Państwowego Kursu Bibliotekarskiego (Biblioteka jako teren pracy bibliotekarza, 1953; Krótki zarys historii książki i bibliotek, 1954).
Zmarł 23 października 1954 w Warszawie. Pozostawił wdowę, Alodię z Kaweckich, wybitną znawczynię drukarstwa staropolskiego (zawarli związek małżeński w 1935). Został pochowany na cmentarzu Powązkowskim (kwatera 103-5-10).

## Ordery i odznaczenia
- Krzyż Kawalerski Orderu Odrodzenia Polski (22 lipca 1953)[3]
- Srebrny Wawrzyn Akademicki (7 listopada 1936)[4]